# Diga di Proserpina
Il bacino di Proserpina con annessa diga di Proserpina è un bacino di origine romana costruito a partire dal l secolo I a. C. e situato 5 km a nord di Mérida in Spagna. Raccoglie le acque di due torrenti e ha una capacità di intorno a 4 hm³.
Il buono stato di conservazione odierno del bacino romano si deve al fatto che, dopo la caduta dell'Impero romano, oltre la sua funzione di rifornimento di Augusta Emerita attraverso l'Acquedotto dei miracoli, il lago artificiale è sempre stato una popolare zona di balneazione e ricreativa, per cui si continuò a manutenerlo e modificarlo.
Il bacino di Proserpina, nonché quello di Cornalvo, fanno parte dell'Insieme archeologico di Mérida, dichiarato Patrimonio dell'Umanità nel 1993 dall'UNESCO.

## Storia

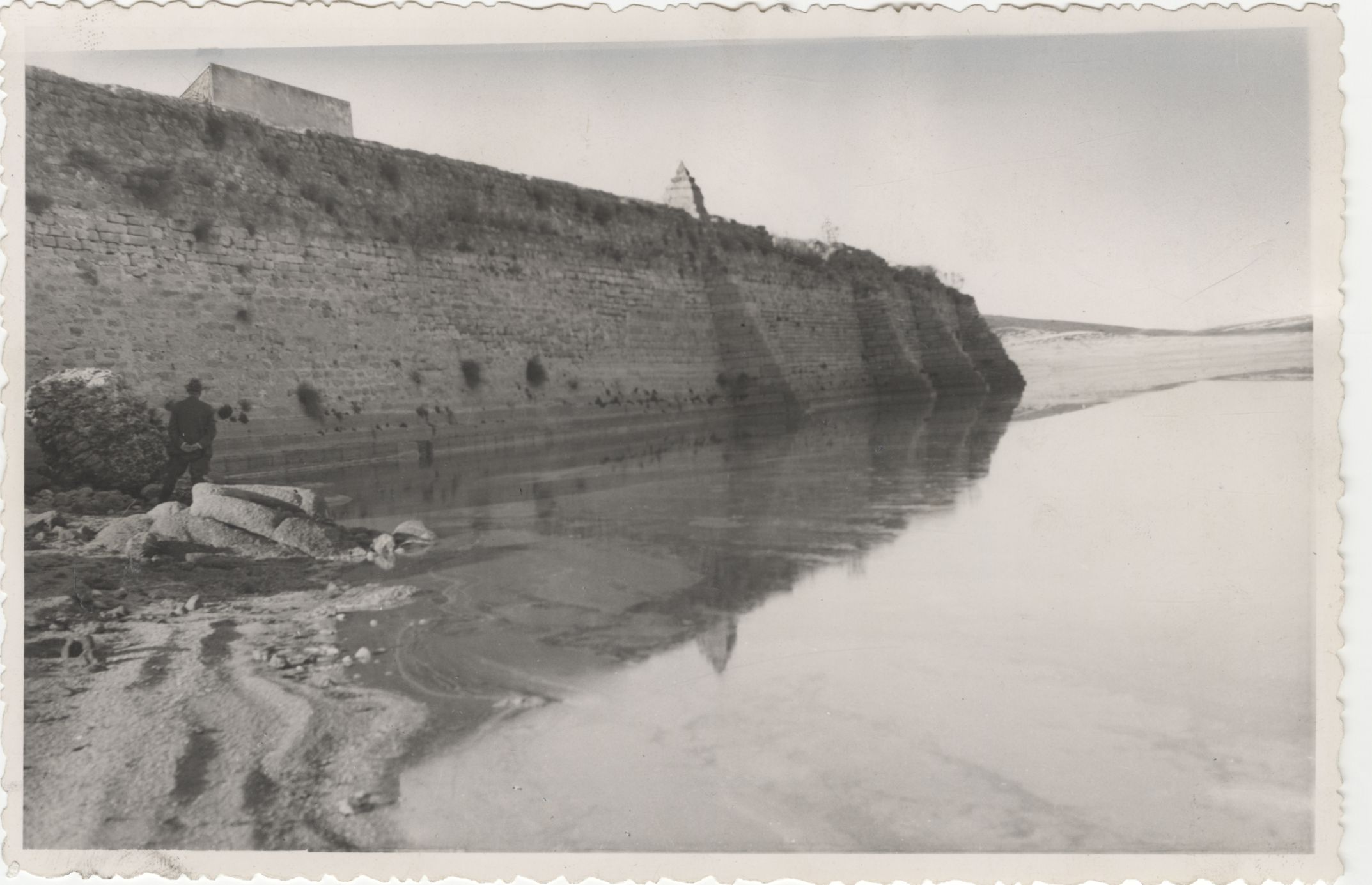
La diga nel 1955 in una immagine dell'Archivio storico del Touring Club Italiano

Per secoli il bacino è stato conosciuto come "Charca de la Albuera" o "Albuhera de Carija" (dall'arabo Albufera, laguna), perché raccoglie l'acqua dell'Arroyo de la Albuhera, affluente del fiume Aljucén, e del suo intorno al Monte Carija. Nel XVIII secolo fu scoperta una lapide in cui era invocata la dea Ataecina-Proserpina, che da allora assume l'attuale nomenclatura.
Dopo la caduta dell'Impero Romano, l'Acquedotto dei miracoli che alimentava d'acqua la città cadde in disuso, ma la diga di terra con il suo muto di contenimento è rimasta in uso.
Nel 1479 nei suoi pressi fu combattuta la battaglia di La Albuera tra le truppe castigliane di Isabella I la cattolica e le forze portoghesi di Giovanna la Beltraneja, nel quadro della Guerra di successione castigliana.

## Descrizione

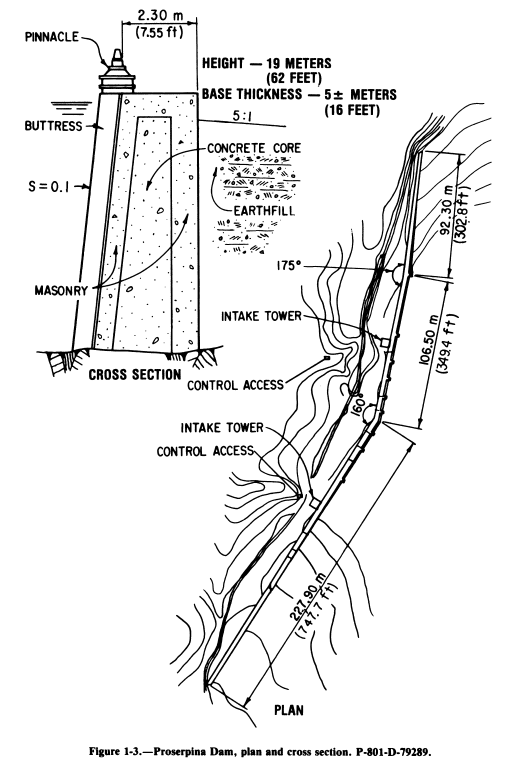
Pianta (a destra) e sezione della diga

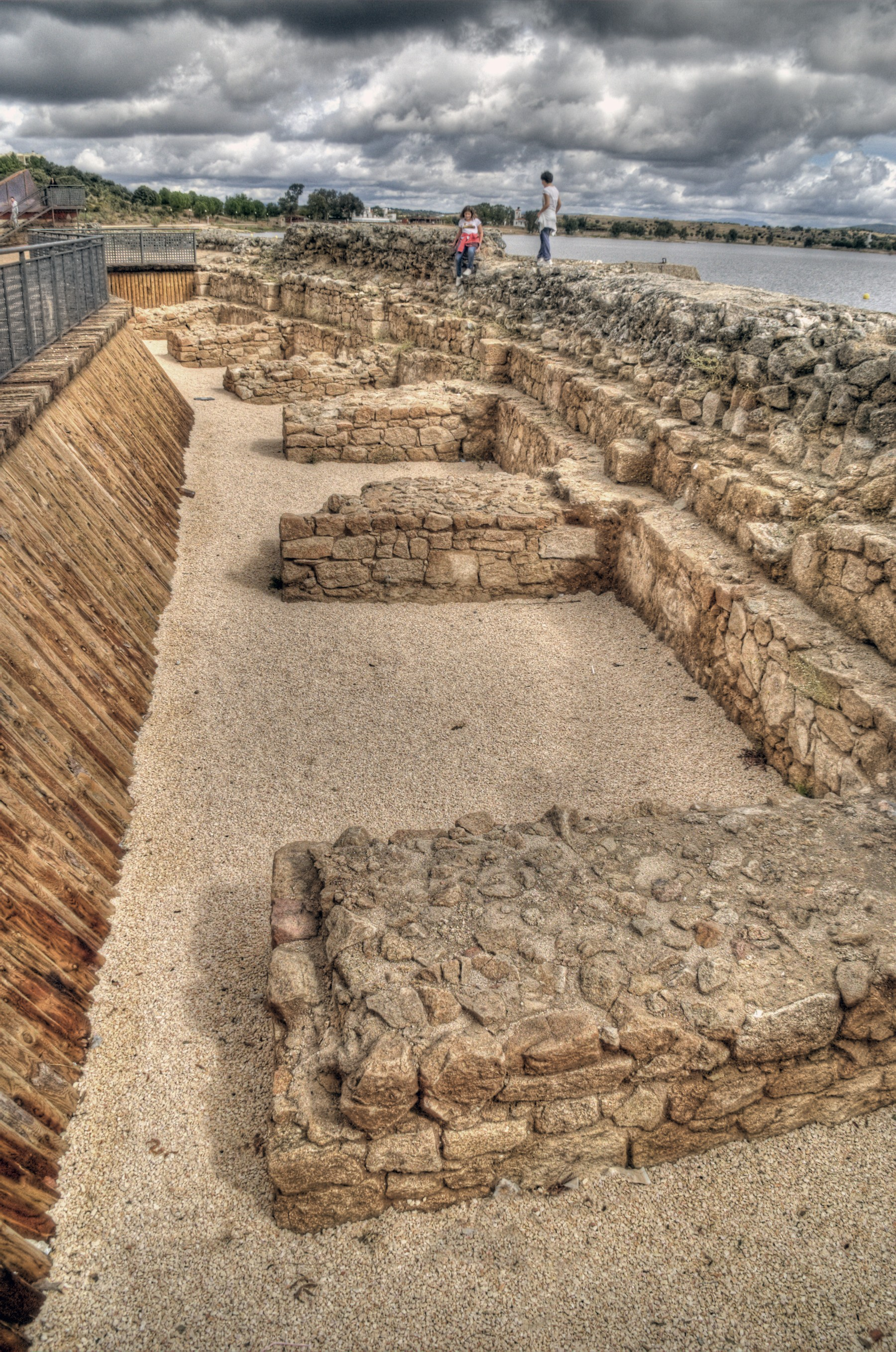
Scavi archeologici nella parte superiore della diga romana

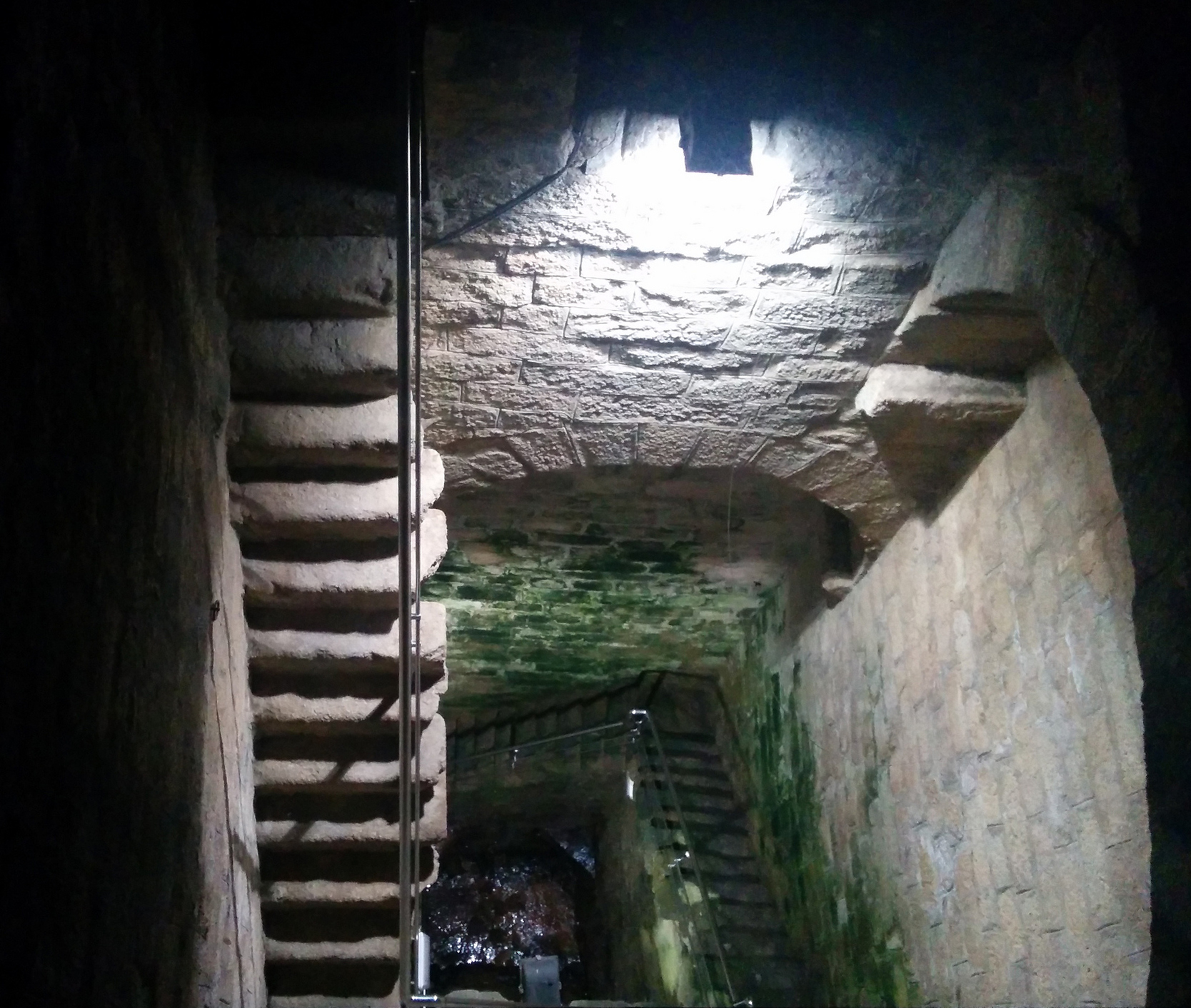
Interno di una delle due torri di captazione di acqua della diga romana

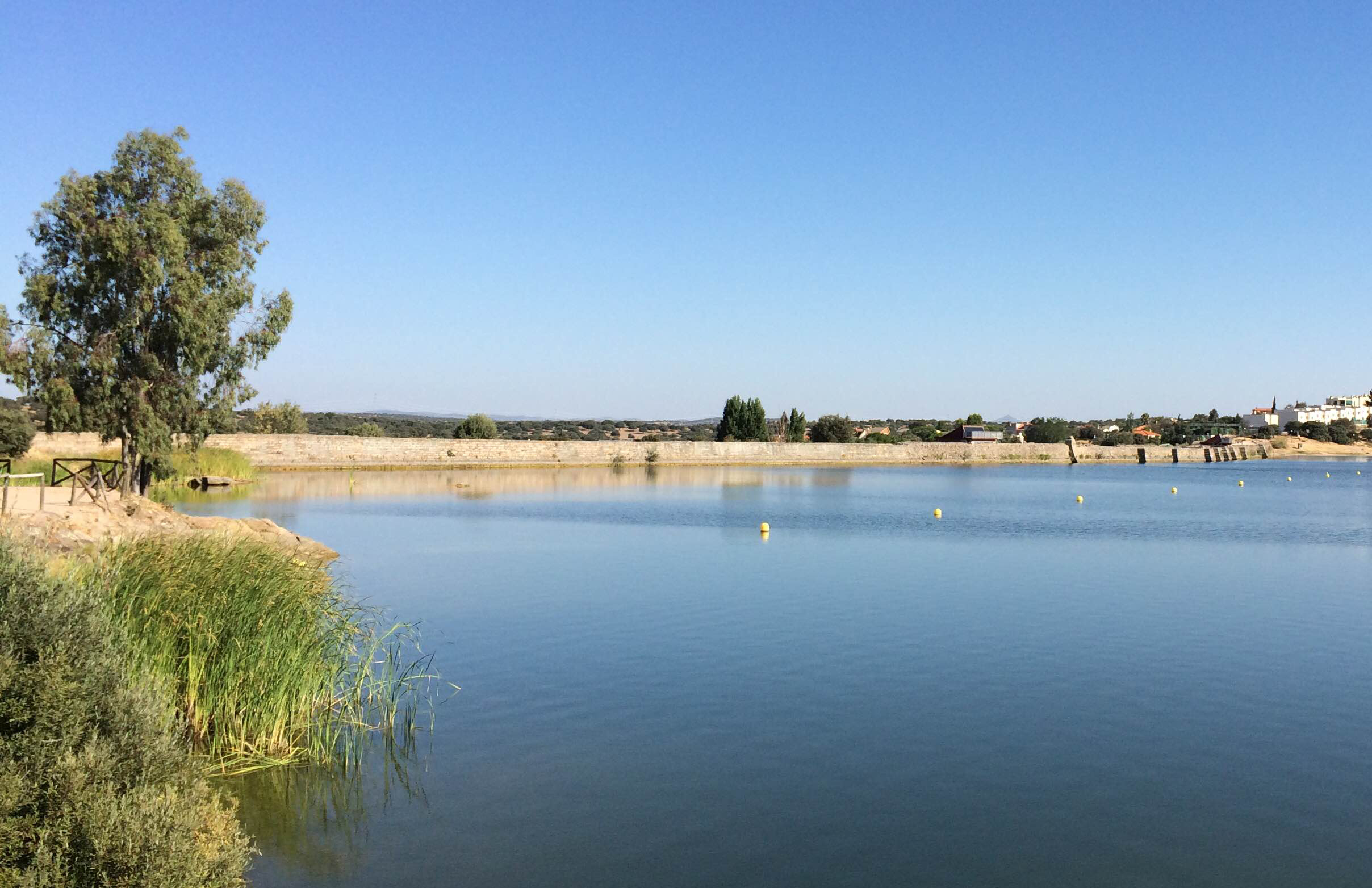
La diga vista dalla riva meridionale

Il bacino, che comprende 72 ettari, raccoglie sia l'acqua della pioggia sia quella che apportano due ruscelli, Le Adelfas e Le Pardillas. Anche se l'opera originale è romana, lungo i secoli ha subìto numerosi rimodellamenti.
La diga, che misura 428 m di lunghezza e 21 m di altezza massima, ha forma digradante a gradini formati da conci regolari di granito. In questa zona si addossano nove contrafforti di sezione rettangolare che presentano anche una configurazione sfalsata. Sul lato opposto, la diga è rinforzata con un ampio spallamento di terra.
Durante i lavori di pulizia iniziati nel 1991, per i quali l'invaso è stato prosciugato, è stata scoperta la base della diga e si è riscontrato che i contrafforti hanno una forma curva nella parte inferiore. È stato suggerito che potrebbe trattarsi di una prima diga alta sei metri, costruita durante la fondazione della città alla fine del I secolo a.C. e che fu ampliata qualche tempo dopo, nel II secolo d.C.  Sul lato a valle della diga sono presenti due torri di captazione per regolare il deflusso delle acque verso la città.
L'acquedotto dei miracoli portava l'elemento liquido ad Augusta Emerita.
Sono due i quartieri emeritensi che condividono il bacino di Proserpina, la Colonia di Proserpina e il Cuarto de Albuera, che sono separati dalla diga romana. L'invaso è una zona balneare e ricreativa molto frequentata nella stagione estiva, che dispone di diversi stabilimenti balneari e di un percorso perimetrale lungo 6 km molto frequentato da escursionisti e sportivi. Tra gli edifici che sorgono accanto al serbatoio ci sono i seguenti:
- Museo dell'Acqua: situato accanto alla zona del bar, con il maggior afflusso di persone, in quanto luogo ideale per la balneazione, è un edificio moderno che illustra come si riforniva la città romana.
- Edificio della Croce Rossa.
- Chiesa di Proserpina.
- Club di campo Tiro di Pichón
- Camping Proserpina